# 3-氢过氧化对薄荷烷
3-氢过氧化对薄荷烷（缩写3-PMHP）是一种有机化合物，分子式C10H20O2，属于有机过氧化物，在工业上用作聚合反应引发剂。